# Lázár Jenő (porcelánfestő)
Szárhegyi Lázár Jenő (Meggyesfalva, 1845. október 12. – Medgyesfalva, 1900. december 10.) gróf, műgyűjtő, festő- és iparművész.

## Életútja
A Lázár család régi főágából származik, mely 1702-ben nyert grófi méltóságot. Tanulmányai befejeztével, miután 1869. augusztus 25-én egybekelt Bors Rudolfine Emanuela (1845-1894) bárónővel, medgyesfalvai birtokára vonult vissza. Itteni kastélyában műfaragászati műhelyt rendezett be, továbbá szövészeti iskolát alapított és a régi házi-ipar művelésének pompás gyűjtemények alkotása mellett teremtett otthont. Különösen szépek hímzési minták és korsók gyűjteményei. Az 1885. évi budapesti országos kiállítás alkalmával külön szobát rendezett be, melyben sajátkészítményű faragásai láthatók voltak. Jelesen rajzolt és festett. A politikai élettől egy ideig meglehetősen távol tartotta magát; 1887-ben választatott meg először szabadelvűpárti programmal. 